# 唐若時
唐若時（?—?），陕西渭南人，清朝政治人物。进士出身。
乾隆元年，登進士。乾隆九年（1744年），擔任清朝廣州府新安縣知縣。后由鄧均接任。